# Лон (Граубюнден)
Лон (нем. Lohn; романш. Lon) — деревня и бывшая коммуна в Швейцарии, в кантоне Граубюнден.
До 2020 года имела статус отдельной коммуны. 1 января 2021 года была объединена с коммунами Касти-Вергенштайн, Донат и Матон в новую коммуну Мутонья-да-Шонс. Входит в состав региона Виамала (до 2015 года входила в округ Хинтеррайн).
Население составляет 50 человек (на 31 декабря 2006 года). Официальный код — 3707.

## Герб
Блазонирование: продольное сечение разделяет два поля на верхнее и нижнее. В верхнем регистре представлена серебряная (белая) 6-конечная звезда на красном фоне. Нижний регистр окрашен в серебряно-синие цвета в шахматном порядке.
Звезда символизирует праздник Богородицы в церкви Лона. Нижняя часть герба представлена в цветах епископских управленцев Шамса — баронов Вац.

## История
Первые поселения в этой местности появились в IX веке.
Впервые Лон упомянут в середине XII века как Laune и Lune. В 1219 году назван de Laone.
В 1458 году община выкупилась у тогдашнего правителя, епископа Курского. В середине XVI века жители присоединились к реформисткой церкви.

## География
В 2006 году площадь Лона составляла 8,1 км2, из которых 56,5 % территории отведено под с\х, а 35 % покрыты лесами. 1,5 % земли заняты жилыми домами и дорогами, остальные 7 % приходятся на реки, горы и ледники.
Лон — это haufendorf (деревня вокруг центральной площади) в Шамсерберге, на восточном склоне горы Пиц Беверин, наиболее высоколежащая община региона Шамс.
До 2017 года муниципалитет входит в подрегион Шамса, в районе Хинтеррхайн; после 2017 года Лон вошёл в район Виамала.

## Население
К 31 декабря 2018 года население Лона составило 46 человек. За последние 10 лет население сократилось на 10,7 %. Изменение демографии в историческом отрезке представлено в таблице:
| Число жителей | Число жителей | Число жителей | Число жителей | Число жителей | Число жителей | Число жителей | Число жителей | Число жителей | Число жителей | Число жителей | Число жителей | Число жителей |
| ------------- | ------------- | ------------- | ------------- | ------------- | ------------- | ------------- | ------------- | ------------- | ------------- | ------------- | ------------- | ------------- |
| Год           | 1780          | 1850          | 1900          | 1950          | 1980          | 1990          | 2000          | 2005          | 2010          | 2012          | 2014          | 2016          |
| Население     | 126           | 97            | 75            | 62            | 36            | 48            | 50            | 50            | 46            | 42            | 41            | 44            |

## Языки
Большинство населения Лона (на 2000 год) говорят на романшском (52.0 %) и немецком (48.0 %) языках.
| Языки в Лоне |               |               |               |               |               |               |
| Языки        | Перепись 1980 | Перепись 1980 | Перепись 1990 | Перепись 1990 | Перепись 2000 | Перепись 2000 |
| Языки        | Число         | Процент       | Число         | Процент       | Число         | Процент       |
| Немецкий     | 0             | 0.00 %        | 18            | 37.50 %       | 24            | 48.00 %       |
| Романшский   | 36            | 100 %         | 30            | 62.50 %       | 26            | 52.00 %       |
| Население    | 36            | 100 %         | 48            | 100 %         | 50            | 100 %         |

## Достопримечательности

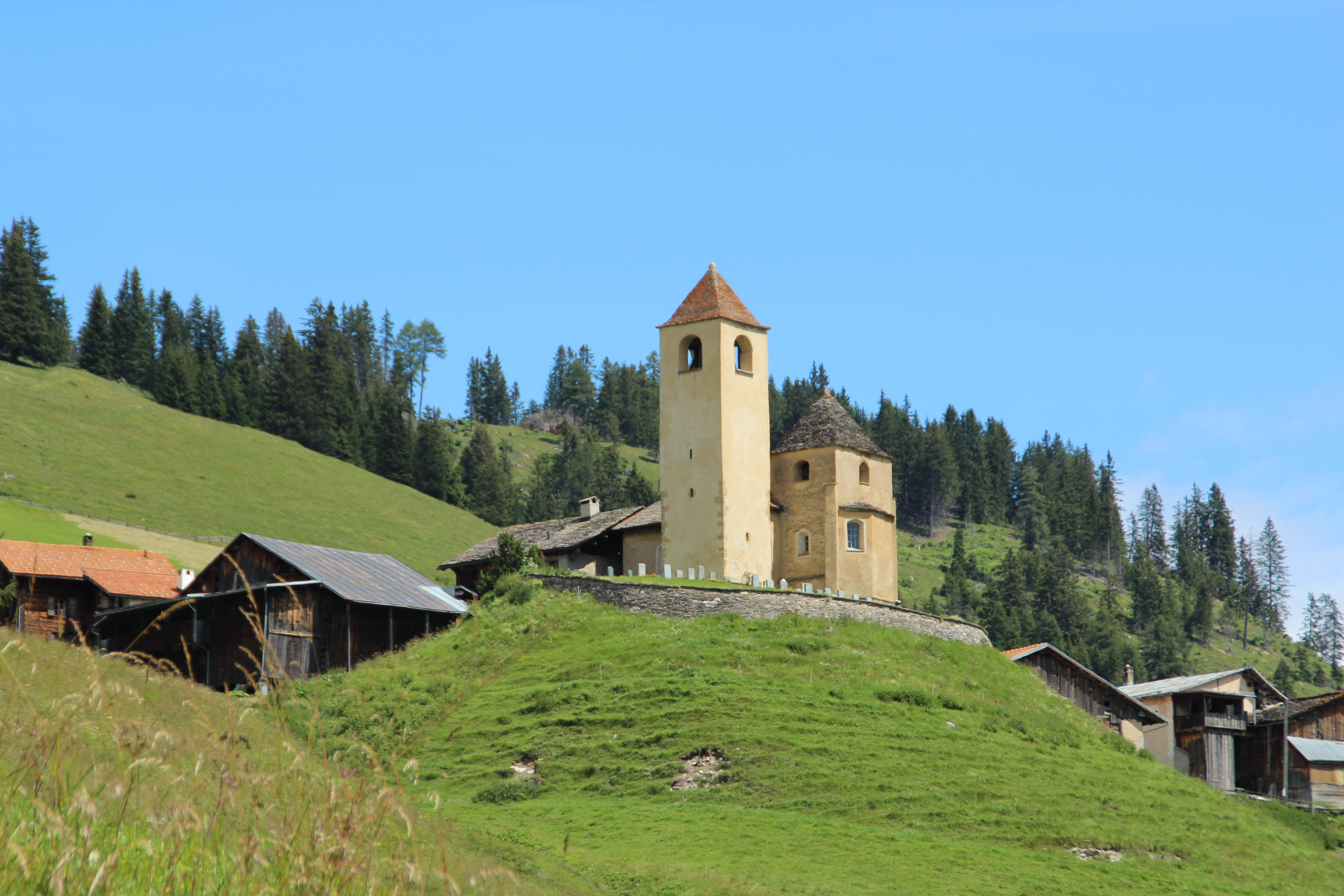
Реформистская церковь Лона

- Средневековая Реформистская церковь Лона[нем.], две башни которой построены в XI веке и в 1500 году. В ходе исследовательских работ 1953/54 года были обнаружены фрагменты росписей в стиле Вальтенсбургского мастера[нем.], которые позднее, вероятно по неосторожности, были перекрашены и сегодня уже не видны.
- Пфундхаус (Pfrundhaus) построен в середине XVI века и до 1948 годов выполнял роль школы. После реновации здание отведено под Общинный центр. Для Шамса это здание является уникальным строением и примером вальсерхауза[нем.] в швейцарском стиле.
- В 2005 года в лесистой местности создан культурный проект для пеших прогулок Клангвальд[нем.] (tùn resùn Klangwaldes).